# Jacques Crevoisier
Pour les articles homonymes, voir Crevoisier.
Jacques Crevoisier est un entraîneur de football français né le 24 novembre 1947 à Delle (Territoire de Belfort) et mort le 16 mai 2020 à Divonne-les-Bains (Ain).

## Biographie
Docteur en psychologie depuis 1981, sa thèse est intitulée « Le football pro et les facteurs psychologiques de la réussite sportive ». Il collabore avec la DTN sur ces questions à partir de 1988, faisant passer aux internationaux des tests mesurant des notions fondamentales pour la pratique du football de haut niveau : résistance au stress, agressivité, compétitivité, contrôle de soi et motivation. Il devient entraîneur national en 1993, d'abord comme adjoint.
Jacques Crevoisier est ensuite coordinateur sportif du Football Club Sochaux-Montbéliard et consultant sportif pour la chaine Canal+ pour laquelle il commentait les matchs de Premier League. Il travaille également pour des radios telles que RMC, ou encore pour le site internet de SoFoot.  Il a également été conseiller auprès de la FIFA et de l'UEFA.
Jacques Crevoisier décède le 16 mai 2020 à Divonne-les-Bains (Ain) d'une crise cardiaque.

### Parcours de joueur
Entre 1969 et 1976, Jacques Crevoisier évolue au poste d'attaquant (le plus souvent en tant que remplaçant) au sein de l'équipe de l'AS Baume-les-Dames (D3), club avec lequel il a remporté la coupe de Franche-Comté et vécu une belle aventure en Coupe de France avec un 16e de finale en 1974. En 7 saisons, il totalise 15 apparitions sur les terrains de D3.

### Parcours d'entraîneur
- Entraîneur-joueur de l'équipe de Baume-les-Dames en CFA de 1973 à 1977.
- Directeur technique du Besançon RC en D2 de 1977 à 1982.
- Entraîneur adjoint de l'Équipe de France des moins de 18 ans de janvier à décembre 1996.
- Entraîneur adjoint de l'Équipe de France des moins de 20 ans de janvier à décembre 1997.
- Entraîneur de l'Équipe de France des moins de 18 ans de janvier 1999 à décembre 2000.
- Entraîneur adjoint de Gérard Houllier à Liverpool de juillet 2001 à juin 2003.
- Conseiller de Jean-Claude Plessis, président du FC Sochaux de 2005 à 2007.
- Coordinateur sportif du FC Sochaux de juin à décembre 2007.
- Conseiller-consultant de Francis Gillot, entraîneur du FC Sochaux de 2008 à 2011. Titulaire du DEPF (Diplôme d'entraîneur professionnel de football), Jacques Crevoisier « couvrait » juridiquement le club, lorsque l'entraineur Francis Gillot n'était pas encore diplômé.

## Palmarès
- Supercoupe de l'UEFA 2001 avec Liverpool FC en tant qu'entraîneur-adjoint.
- Community Shield 2001 avec Liverpool FC en tant qu'entraîneur-adjoint.
- Coupe de la Ligue anglaise de football 2003 avec Liverpool FC en tant qu'entraîneur-adjoint.
- Vainqueur du Championnat d'Europe de football des moins de 18 ans 2000 en tant qu'entraîneur.
- Vainqueur du Championnat d'Europe de football des moins de 18 ans 1996 en tant qu'entraîneur-adjoint.

## Publications
- Mémo urgences avec F. Belotte, Arnette 2003.
- Entraîneur : compétence et passion avec Gérard Houllier, Canal+ éditions 2000.